# Інамбу патагонський
Інамбу патагонський (Tinamotis ingoufi) — птах, що належить до родини тинамо́вих (Tinamidae).

## Поширення
Птах мешкає у степах та пасовищах на висоті 200-4800 м. Вид поширений на півдні Чилі та Аргентини.

## Опис
Тіло сягає 35 см завдовжки. Забарвлення сіре з чорнии плямами. Груди руді, черево коричневе, горло біле.

## Спосіб життя
Основу раціону складають плоди та ягоди. У невеликих кількостях споживає безхребетних, квіти, насіння. Яйця висиджує самець. У кладці можуть бути до 12 яєць від різних самиць. Гніздо розміщується на землі. Інкубація триває 21 день.